# Dani Olmo
Daniel Olmo Carvajal (* 7. května 1998 Tarrasa) je španělský profesionální fotbalista, který hraje na pozici ofensivního záložníka za španělský klub FC Barcelona a za španělský národní tým.

## Klubová kariéra

### Mládežnická kariéra
Olmo pochází z katalánského města Tarrasa nedaleko Barcelony. Právě v místním Espanyolu začal v roce 2006 svou fotbalovou kariéru. Již o rok později pak odešel k rivalovi Espanyolu, FC Barceloně. V její akademii strávil celkem sedm let.

### Dinamo Záhřeb
V roce 2014 překvapivě přestoupil z Barcelony do akademie Dinama Záhřeb. Od roku 2015 začal pravidelně nastupovat v rezervní týmu Dinama v druhé chorvatské lize. Svůj debut zde odehrál 14. srpna 2015 proti týmu NK Hrvatski Dragovoljac. Již o půl roku dříve pak odehrál svůj profesionální debut v prvním týmu, a to v utkání první chorvatské ligy proti 7. února proti klubu Lokomotiva Zagreb. Svůj první gól v A-Týmu pak vstřelil 27. května 2017 v ligovém utkání proti HNK Rijece.
V roce 2019 byl vyhlášen nejlepším hráčem Dinama Záhřeb.

### RB Leipzig
25. ledna 2020 přestoupil z Dinama do německého klubu RB Leipzig za 21 milionů eur. V klubu podepsal pětiletou smlouvu. V Lipsku odehrál svůj debut 1. února v utkání Bundesligy proti Borussii Mönchengladbach. O tři dny později pak vstřelil svůj první gól za Lipsko, v utkání DFB-Pokalu proti Eintrachtu Frankfurt.
13. srpna 2020 vstřelil gól ve čtvrtfinálovém utkání Ligy mistrů UEFA proti Atléticu Madrid, čímž pomohl Lipsku k historickému postupu do semifinále Ligy mistrů.

## Reprezentační kariéra
Olmo reprezentoval Španělsko v několika mládežnických kategoriích. V roce 2015 odehrál všechny utkání svého národního týmu na Mistrovství Evropy do 17 let, kde Španělsko skončilo šesté. V roce 2019 se stal Mistrem Evropy do 21 let, když ve čtyřech zápasech vstřelil tři góly, ke kterým připojil jednu asistenci.
Od roku 2019 začal nastupovat také za seniorskou reprezentaci Španělska. Svůj debut zde odehrál 15. listopadu 2019 v utkání kvalifikace Mistrovství Evropy proti reprezentaci Malty. V tomto utkání také vstřelil svůj první gól v seniorské reprezentaci.

## Úspěchy a ocenění

### Klubové

#### Dinamo Záhřeb
- Prva HNL: 2014/15, 2015/16, 2017/18, 2018/19, 2019/20
- Chorvatský fotbalový pohár: 2014/15, 2015/16, 2017/18
- Chorvatský fotbalový superpohár: 2019

### Mezinárodní

#### Španělsko U21
- Mistrovství Evropy do 21 let: 2019